# Велика Каратуль
Вели́ка Карату́ль — село в Україні, у Переяславській міській громаді Бориспільського району Київської області. Населення становить 1564 особи станом на 2001 рік. Село розташоване на заході ОТГ за 10 км на північний схід від Переяслава.

## Географія
Село розташоване на річці Каратуль, лівій притоці Трубежа, за 10 км від на північний схід від центру міської громади та за 21 км від залізничної станції Переяславська. Займає площу 3,72 км². З'єднане із центром громади автошляхом Т 1032. Фізична відстань до Переяслава — 3,5 км, до Києва — 58,7 км.
У селі річка Гнилка впадає у річку Каратуль.
Сусідні населені пункти:
Клімат у Великій Каратулі помірний континентальний.

### Етимологія назви
За однією з версій село було засновано тюркськими племенами — чорними клобуками, про що свідчить назва села (з тюрського: кара — чорний; туль — клобук(шапка)).

## Історія

### У складі Російської імперії
З 1787 року діє церква Різдва Пресвятої Богородиці
Є на мапі 1800 року
За даними 1859 року село є «власницьким та козацьким»; дворів — 225; населення — 1255 особи (ч. — 622, ж. — 633); в селі діє православна церква.
За даними першого перепису населення Російської імперії в 1897 році в селі було: 2353 особи (жінок — 1177, чоловіків — 1176), серед яких сповідували православ'я — 2326 особи; 309 дворів, православна церква, 3 постоялих двори, кузня, 22 вітряних млини.

### У складі Радянського Союзу

Пам'ятник воїнам-односельцям у Великій Каратулі

Партійна організація в селі створена 1919 року; ТСОЗ заснований у 1922 році. За активну участь у встановленні російсько-більшовицького режиму, колгоспники П. А. Володько та П. Сахно в 1930 році нагороджені орденом Червоного Прапора. У 1930 році в селі Велика Каратуль, разом з прилеглими — Плескачами та Мар'янівкою, налічувалось 531 дворів, у яких проживало 2989 осіб. Того ж року було організовано колгосп ім. Петровського. За роки розкуркулення в селі постраждало 20 сімей.
А у часи Голодомору в селі померло 1017 осіб (поіменно встановлено тільки 513 людей).
За високі показники у вирощуванні сільськогосподарських культур та виробництві продуктів тваринництва 31 чоловіка нагороджено орденами й медалями Союзу РСР, з них орденом Леніна — бригадира колгоспу І. П. Бережного. 82 ветерани Німецько-радянської війни нагороджено орденами та медалями.

### Сьогодення
На території села розміщена центральна садиба ПОА «Україна», за яким закріплено майже 2000 гектарів сільськогосподарських угідь. З допоміжних підприємств є два млини, дві пилорами, дві майстерні для ремонту сільськогосподарського інвентарю, 6 магазинів. У селі є середня школа, клуб, бібліотека, фельдшерсько-акушерський пункт. У 2020 році с. Велика Каратуль увійшла до складу Переяславської ОТГ. Старостою села стала Зінченко Валентина Андріївна.

## Населення
Згідно з переписом УРСР 1989 року чисельність наявного населення села становила 1713 осіб, з яких 754 чоловіки та 959 жінок.
За переписом населення України 2001 року в селі мешкало 1556 осіб.

### Мова
Розподіл населення за рідною мовою за даними перепису 2001 року:
| Мова       | Відсоток |
| ---------- | -------- |
| українська | 98,91 %  |
| російська  | 1,02 %   |
| білоруська | 0,06 %   |

## Пам'ятки
Поблизу села збереглися залишки Змієвих валів. На околицях та у межах села відкрито велику кількість різночасових поселень.

## Сільська школа
З 1896 року в селі діяла трирічна церковно-парафіяльна школа, перший набір до якої налічував 20 учнів. У 1902 році місцеву церкву було перебудовано у школу. Після остаточного становлення у селі радянської влади у 1920 році, було створено однорічну сільськогосподарську школу, яка налічувала 35 учнів.

## Відомі уродженці села
- Сонько Іван Федосійович (1903–1985) — генерал-майор артилерії, Герой Радянського Союзу.
- Мендель Андрій Корнійович (1930—2012) український лікар, хірург, кандидат медичних наук, доцент кафедри факультетської хірургії НМУ імені О. О. Богомольця.
- Олег Князенко (1950) — український поет, краєзнавець, шевченкознавець, перекладач з іспанської та болгарської мов, музейний та культурний діяч, член Українського товариства охорони пам'яток історії та культури, член Всеукраїнського товариства «Просвіта» ім. Т. Г. Шевченка, член Національної спілки письменників України (1990), почесний громадянин Переяслава.